# Congrés d'Acció de Nigèria
El Congrés d'Acció de Nigèria (Action Congress of Nigeria ACN), anteriorment conegut com a Congrés d'Acció (AC), és un partit polític nigerià format via la fusió de l'Aliança per la Democràcia, el Partit de la Justícia de Nigèria, el Congrés de Demòcrates Avançats, i molts altres partits polítics menors el setembre 2006. El partit controla Lagos. És considerat com a successor natural a la política progressiva més estretament associada amb el Grup d'Acció i Partit d'Unitat de Nigèria (UPN) dirigits per Obafemi Awolowo durant les primera i segona república respectivament. Tanmateix el partit és més pragmàtic i menys ideològic del punt de vista polític comparat amb AG i UPN, el que ha fet que molts argumenten que no és un hereu polític digne. El Partit va tenir forta presència forta al sud-est (5 governadors, 15 senadors i 6 diputats), mig-oest (1 governador) i regions nord-central (3 senadors). Lagos, Edo, Ekiti, Kogi, Ondo, Bauchi, Plateau, Níger, Adamawa, Oyo i Osun de bon tros compten amb la majoria de la presència del partit i són la seva base de poder.
El febrer de 2013 el partit va anunciar plans per fusionar-se amb el Congrés pel Canvi Progressista (CPC), el Partit dels Pobles de Tota Nigèria (ANPP), i una facció de la Gran Aliança de Tots els Progressistes (APGA) per formar el Congrés de Tots els Progressistes.

## 2006
El partit va ser format el 2006 per tal de formar una oposició política més gran al Partit Democràtic dels Pobles de Nigèria dominant a nivell federal i el partit nordista Partit de Tots els Pobles de Nigèria. El 12 de maig de 2006, els agents provisionals del partit (la majoria dels quals van obtenir els seus escons amb l'Aliança per la Democràcia) van ser reemplaçats a la convenció de Kaduna per votació; Bisi Akande va succeir a Hassan M. Zurmi com a President Nacional, i Bashir Dalhatu va reemplaçar Bumi Omoseyindemi com a Secretari Nacional.

## 2007
El partit va acollir al Vicepresident Atiku Abubakar, qui va abandonar al partit Democràtic dels Pobles de Nigèria com el seu candidat a la presidència en l'elecció presidencial del 2007. Abubakar fou desqualificat de l'elecció per la Comissió Electoral Nacional Independent, però la desqualificació fou més tard recorreguda al Tribunal Suprem. Actualment, el més important oficial electe del partit és l'antic Governador Babatunde Fashola de l'Estat de Lagos. També molt prominent en el partit era el cervell polític darrere del partit, Asiwaju Ahmed Tinubu, el governador anterior de l'Estat de Lagos i antic Senador en la tercera república. Tinubu és notable per les seves astutes credencials pro-democràcia i principis progressistes i federalistes que el van veure enfrontat seriosament amb el president sortint Olusegun Obasanjo de la tendència més conservadora i unitària.
El partit va tenir conflictes interns per les lluites a la Cambra que va portar al prominent dirigent del partit, Cap i candidat al governador de Lagos, Femi Pedro, a integrar al Partit del Treball de Nigèria en la campanya de les eleccions de 2007. A més, hi va haver rumors d'esquerdes en l'aliança inicial del Partit amb el partit d'oposició nacional prominent del Partit de Tots els Pobles de Nigèria.
El 21 d'abril de 2007 en les eleccions a l'Assemblea Nacional nigeriana, el partit va guanyar 32 escons de 360 en la Cambra de Representants i 6 de 109 escons al Senat.
Després de la victòria del candidat de PDP Umaru Yar'Adua en l'elecció presidencial del 2007, l'AC va impugnar els resultats. El 6 de juliol de 2007, el partit va anunciar el seu rebuig d'una oferta per unir-se al govern de Yar'Adua (una oferta que va ser acceptada per l'ANPP i l'Aliança dels Pobles Progressistes), amb un portaveu que va dir que "no hi ha cap moralitat ni raó legal o política per obligar-nos a nosaltres a unir-nos a un govern que hem dit el món sencer que va robar el seu mandat" i que participar en el govern significaria partir-se els béns robats".
Tanmateix el 7 d'agost de 2007, el Secretari Nacional, Bashir Dalhatu va dimitir (juntament amb dos altres oficials) per la negativa del Congrés d'Acció d'acceptar l'oferta de Yar'Adua. Va ser reemplaçat pel Secretari actual, Usman Bugaje.

## 2008–2009
La majoria de l'èxit del Partit va entrar el 2008 en vies judicials a l'àmpliament impugnades Eleccions Generals del 2003, que va ser jutjada per observadors internacionals i fins i tot el partit governant, a favor del PDP. El 2008 el candidat del Partit a l'estat Edo, el líder sindical Adams Oshiomhole va guanyar una victòria decisiva i va agafar el mantell de poder en aquell estat. A l'estat Ekiti, el candidat del Partit. el dr. Fayemi, també va emergir victoriós als tribunals sobre el Candidat del PDP Enginyer Oni i va assegurar una anul·lació de resultats de 63 circumscripcions, amb el Tribunal d'Apel·lacions que va ordenar el recompte. Encapçalant aquest recompte, AC va tenir per damunt de 12 000 vots d'avantatge. El recompte estrenat mo es va finalitzar. El portaveu suplent actual de l'Assemblea d'Ekiti (legislatura) era un membre d'AC i aquest partit mantenia una majoria d'un escó en aquesta legislatira en absència del Governador Suplent.
El candidats a governador d'AC encara tenien pendent els casos pendents dels estats d'Osun, Oyo i Ogun on els analistes els havien donat millors resultats i fins i tot possibilitat d'assegurar un recompte i emergir francament victoriosos. L'estat Ekiti va recomptar les eleccions de governadors i també va veure alguna forma d'aliança entre el Governador de Partit del Treball de Nigèria a l'estat d'Ondo, Mimiko, i el Congrés d'Acció sota el lideratge d'Asiwaju Bola Tinubu.

## 2010
El Congrés d'Acció va canviar el seu nom al Congrés d'Acció de Nigèria. El març de 2010 el recompte de vots pel governador d'Ekiti resultant que el candidat del PDP i ex-Governador, Enginyer Oni el va confirmar com a guanyador malgrat al·legacions esteses d'intimidació de votant i pressions als oficials de l'INEC per donar un resultat falsificat per afavorir el partit governant (PDP). El candidat d'AC va impugnar aquests resultats davant el Tribunal, on va perdre per 3 a 2. Va basar llavors la seva apel·lació en el judici de minoria, buscant ser instal·lat governador basat en l'anul·lació de resultats de dos governs locals on el PDP presumptament va perpetrar frau i violència. Un governant del Tribunal d'Apel·lació (instància final de les disputes d'eleccions a governador) el 14 de setembre de 2010 finalment va proclamar Fayemi del Congrés d'Acció com el 3r Governador Executiu de l'estat d'Ekiti després tres anys i mig de batalles judicials al tribunal i ocupació del govern de l'estat per un usurpador del PDP.
El 26 de novembre de 2010, el Candidat d'AC a l'estat d'Osun, Enginyer Aregbesola va ser declarat el governador elegit de l'estat d'Osun pel Tribunal d'apel·lacions d'Ibadan. Això portava el nombre de governs recuperats per AC via el procés judicial, a quatre de cinc estats en litigi. Només un d'aquells seients va ser objecte d'elecció en el cicle del 2011, l'estat de Lagos.
El desembre de 2010, el Congrés d'Acció de Nigèria va conduir la seva Convenció Nacional a la Ciutat de Benín que va reelegir al cap Bisi Akande com el President Nacional i al senador Lawal Shuaibu el va nomenar per reemplaçar a Usman Bugaje com a Secretari Nacional.

## 2011
AC no té cap governador a Nigèria avui dia. El Governador del Partit del Treball de l'estat d'Ondo ha estat un aliat proper del partit.
El Congrés d'Acció de Nigèria va tenir dos importants aspirants presidencials disputant el tiquet del partit: El president anterior de la Comissió de Delictes Econòmics i Financers (EFCC) Nuhu Ribadu, i el ex governador de l'estat de Sokoto, Attahiru Bafarawa.

## 2013
El juliol de 2013, el partit oficialment es va fusionar amb el Congrés per Canvi Progressista (CPC), el Partit dels Pobles de Tota Nigèria (ANPP) i una part dels membres de la Gran Aliança de Tots els Progressistes (APGA), entre d'altres, per formar el Congrés de Tots els Progressistes (APC).

## Banderes
La bandera del partit com AC era horitzontal verda-blanca-negra; de la part del pal surt mig braç verd amb les sigles AC, i una mà de color natural (fosc) que agafa un feix de blat; l'emblema ocupa la franja blanca i tres quarts de la verda però només un xic de la franja negre; el braç surt just per la part inferior de la banda blanca. Des del vol fins al final de l'emblema ocupa unes dos cinquenes parts del llarg.
Quan va canviar de nom la bandera va passar a tenir quatre franges horitzontals, verda-blanca-blau clar-negre. L'emblema ocupava les franges blava i blanca i penetrava lleugerament a la verda (en altura) i s'estenia al llarg de manera similar a la bandera anterior. Les sigles del partit ACN, en blanc, se situaven a la franja negra inferior. El lema del partit "Justícia, pau i progrés" apareix a l'emblema però no a la bandera.